# Willem Jens
Willem Hendrik (Willem) Jens (Schoonrewoerd, 22 oktober 1908 – Achel, 4 augustus 1999) was een Nederlands roeier. Hij nam eenmaal deel aan de Olympische Spelen, maar won bij die gelegenheid geen medailles.
In 1936 nam hij op 27-jarige leeftijd deel aan de Spelen van Berlijn. Hij kwam hierbij uit met Jan Kramer op het roeionderdeel twee zonder stuurman. De roeiwedstrijden werden gehouden op een kano- en roeibaan bij Grünau. Deze baan was 2000 meter lang en was dusdanig breed dat zes boten tegelijkertijd konden starten. De Nederlandse boot kwalificeerde zich via een tijd van 7.48,0 in de series voor de halve finale. Daar werden ze uitgeschakeld met een tweede tijd van 9.25,4
Jens studeerde tandheelkunde. In zijn actieve tijd was hij aangesloten bij de Amsterdamse roeivereniging De Hoop.

## Palmares

### roeien (twee zonder stuurman)
- 1936: 2e ½ fin. OS - 9.25,4

Willem Jens · 
Jan Kramer